# Unione Sportiva Torrese 1946-1947
Questa voce raccoglie le informazioni riguardanti la Torrese nelle competizioni ufficiali della stagione 1946-1947.

## Stagione
La stagione 1946-1947 fu la 25ª stagione sportiva del Savoia, la 2ª con il nome di Torrese.
Serie B 1946-1947: 6º posto

## Divise
| Manica sinistra · Maglietta · Manica destra · Pantaloncini · Calzettoni |

## Organigramma societario
Area direttiva
- Presidente:  Antonio Carotenuto
- Dirigente accompagnatore: Arnaldo Alfani

Area organizzativa
- Segretario generale: De Felice

Area tecnica
- Allenatore:  Dario Compiani

Area sanitaria
- Medico sociale: Gustavo Nasti
- Massaggiatore: Antonio Coppola

## Rosa
| N. |                   | Ruolo | Calciatore           |
| -- | ----------------- | ----- | -------------------- |
|    | Italia (bandiera) | P     | A.P. Morini          |
|    | Italia (bandiera) | P     | Giovanni Scannapieco |
|    | Italia (bandiera) | D     | Sergio Ancillotti    |
|    | Italia (bandiera) | D     | Augusto Olliaro      |
|    | Italia (bandiera) | D     | E. Re                |
|    | Italia (bandiera) | C     | Luigi Barbano        |
|    | Italia (bandiera) | C     | Giacomo Busiello     |
|    | Italia (bandiera) | C     | Luigi Civita         |
|    | Italia (bandiera) | C     | Rudi Abele Compiani  |

| N. |                   | Ruolo | Calciatore            |
| -- | ----------------- | ----- | --------------------- |
|    | Italia (bandiera) | C     | Raffaele D'Errico     |
|    | Italia (bandiera) | C     | Jozzia                |
|    | Italia (bandiera) | C     | Giulio Negri          |
|    | Italia (bandiera) | C     | Secondo Rossi         |
|    | Italia (bandiera) | A     | Eugenio Calleri       |
|    | Italia (bandiera) | A     | Ercole Castaldo       |
|    | Italia (bandiera) | A     | Giuseppe D'Alessandro |
|    | Italia (bandiera) | A     | Renato Ghezzi         |

## Calciomercato
| Acquisti | Acquisti        | Acquisti    | Acquisti |
| R.       | Nome            | da          | Modalità |
| -------- | --------------- | ----------- | -------- |
| P        | A.P. Morini     | Derthona    |          |
| D        | Augusto Olliaro | Casale      |          |
| C        | Luigi Barbano   | Casale      |          |
| C        | Secondo Rossi   | Derthona    |          |
| A        | Eugenio Calleri | Casale      |          |
| A        | Renato Ghezzi   | Gladiator   |          |
|          | E. Re           | Alessandria |          |

| Cessioni | Cessioni | Cessioni | Cessioni   |
| R.       | Nome     | a        | Modalità   |
| -------- | -------- | -------- | ---------- |
|          |          |          | definitivo |

## Risultati

### Serie B

#### Girone di andata
| Arbitro: | Altomare (Taranto) |

|          |           |          |
| Lasi 42’ | Marcatori | 6’ Rossi |

| Arbitro: | Corallo |

|                        |           |               |
| Compiani 53’ Rossi 66’ | Marcatori | 37’ Cardinali |

| Arbitro: | Stampacchia |

|                          |           |           |
| Calleri 13’ Castaldo 79’ | Marcatori | 31’ Nesti |

| Arbitro: | Caporali |

|                 |           |              |
| Bratta 51’, 88’ | Marcatori | 80’ Compiani |

| 20 ottobre 1946 5ª giornata |  | – Torrese riposa |  |  |

| Arbitro: | Casini |

|                        |           |            |
| Castaldo 23’ Rossi 50’ | Marcatori | 34’ Urilli |

| Arbitro: | Orlandini |

|                            |           |  |
| Calleri 20’, 88’ Rossi 47’ | Marcatori |  |

| Arbitro: | Altomare (Taranto) |

|                    |           |                             |
| Crola 6’ Bruni 44’ | Marcatori | 25’ (rig.) Rossi 28’ Ghezzi |

| Arbitro: | De Paola |

|                                                         |           |                              |
| Rinaldi 14’ Chiaretti 20’ Scagliarini 45’ Centomini 88’ | Marcatori | 27’, 83’ Ghezzi 33’ Compiani |

| Arbitro: | Calamai (Prato) |

|                         |           |            |
| Ghezzi 47’ Castaldo 75’ | Marcatori | 36’ Pavesi |

| Arbitro: | Dattilo (Roma) |

|                  |           |  |
| Rossi 76’ (rig.) | Marcatori |  |

| Taranto 15 dicembre 1946 12ª giornata | Arsenale Taranto | 0 – 0 | Torrese | Campo Arsenale\| Arbitro: \| Meniconi \| |
| Arbitro:                              | Meniconi         |       |         |                                          |

| Arbitro: | Altomare (Taranto) |

|                                   |           |           |
| Barbano 41’, 51’ Rossi 61’ Re 84’ | Marcatori | 89’ Mosca |

| Arbitro: | Scotti |

|          |           |  |
| Rossi 9’ | Marcatori |  |

| Arbitro: | Fois (Roma) |

|                     |           |             |
| Compiani 57’ (aut.) | Marcatori | 16’ Calleri |

| Arbitro: | Corallo |

|                                                 |           |                |
| Sacco 1’ Venditto 49’ Andrian 58’ Codeluppi 76’ | Marcatori | 11’, 79’ Rossi |

| Arbitro: | Capolone (Bari) |

|                       |           |                          |
| Rossi 10’, 59’ (rig.) | Marcatori | 3’ Mazzetti 48’ Cavaleri |

#### Girone di ritorno
| Arbitro: | Casini (Palermo) |

|                  |           |                              |
| Rossi 43’ (rig.) | Marcatori | 20’ Ostromann 89’ Argentieri |

| Arbitro: | Ametti (Siena) |

|                                                      |           |  |
| Cardinali 1’, 78’ (rig.), 80’ D'Orazi 42’ Tossio 51’ | Marcatori |  |

| Arbitro: | Capoloni (Bari) |

|                       |           |            |
| De Vito 3’ Varona 33’ | Marcatori | 55’ Ghezzi |

| Arbitro: | Altomare (Taranto) |

|                               |           |              |
| Rossi 7’, 52’, 89’ Ghezzi 69’ | Marcatori | 27’ Spatuzzi |

| 17 marzo 1947 22ª giornata |  | – Torrese riposa |  |  |

| Arbitro: | Calama (Prato) |

|        |           |         |
| Merlin | Marcatori | Calleri |

| Arbitro: | Boffardi (Genova) |

|                           |           |  |
| Lanciaprima 36’ Ricci 51’ | Marcatori |  |

| Arbitro: | Tibaldi |

|            |           |                     |
| Ghezzi 51’ | Marcatori | 85’ (aut.) Busiello |

| Arbitro: | Porcellari |

|                  |           |                                  |
| Calleri 17’, 44’ | Marcatori | 31’, 77’ Vettraino 50’ Quaglieri |

| Arbitro: | Mineo |

|                 |           |  |
| Pavesi 15’, 24’ | Marcatori |  |

| Arbitro: | Scotti (Taranto) |

|                                                               |           |  |
| Morroni 4’, 64’ Compiani 56’ (aut.) Lombardi 69’ Antolini 70’ | Marcatori |  |

| Arbitro: | Di Giovanni |

|            |           |  |
| Calleri 9’ | Marcatori |  |

| Arbitro: | La Gioia |

|  |           |                         |
|  | Marcatori | 26’ Busiello 30’ Ghezzi |

| Arbitro: | Avanzi |

|                          |           |            |
| Borsetti 55’, 88’ (rig.) | Marcatori | 41’ Ghezzi |

| Arbitro: | Galeati |

|             |           |                      |
| Barbano 15’ | Marcatori | 72’ (rig.) Buzzegoli |

| Arbitro: | Picasso (Milano) |

|           |           |  |
| Rossi 82’ | Marcatori |  |

| Arbitro: | Savio (Torino) |

|                          |           |             |
| Flumini 24’ Cavaleri 65’ | Marcatori | 73’ Calleri |